# Риполе (Фрозиноне)
Риполе је насеље у Италији у округу Фрозиноне, региону Лацио.
Према процени из 2011. у насељу је живело 117 становника. Насеље се налази на надморској висини од 135 м.